# 80 Tauri
Désignations
80 Tauri est une étoile binaire de la constellation du Taureau membre de l'amas des Hyades. Sa magnitude apparente combinée est de 5,58. Le système est distant d'environ ∼ 155 a.l. (∼ 47,5 pc) de la Terre.